# 래리 앨런 앱셔
래리 앨런 앱셔(Larry Allen Abshier, 1943년~1983년 7월 11일)는 6.25 전쟁 이후 조선민주주의인민공화국으로 망명한 미군 병사 7명 중 한 명이었다. 일리노이주 섐페이군 어배너에서 태어났다.

## 망명
제1기병사단 제9기병연대 제1정찰대대 소속이었던 앱셔 이병은 1962년 5월 대한민국에서 자신의 기지를 버리고 슬그머니 빠져나와 DMZ를 넘어 북한으로 넘어갔다. 8월에 제임스 조셉 드레스녹 일병이 탈북할 때까지 3개월 동안 조선민주주의인민공화국에서 유일한 미국인이었다.
2006년 다큐멘터리 영화 푸른 눈의 평양시민에서 드레스녹은 잠에서 깨어나 자신을 바라보고 있는 하얀 얼굴을 보았다고 회상한다. "나는 눈을 떴다. 나는 내 자신을 믿지 못했다. 나는 다시 눈을 감았다. 나는 꿈을 꾸고 있는 것이 틀림없다. 나는 다시 눈을 뜨고 바라보며 '도대체 당신은 누구인가?'라고 말했다. 그는 '나는 앱셔이다'라고 말한다. '앱셔? 나는 앱셔를 모른다.'"
앱셔와 다른 세 명의 미국 탈북자 드레스녹, 찰스 로버트 젱킨스, 제리 웨인 패리시는 이름 없는 영웅들과 같은 여러 영화에 출연하여 사악한 미국인 역을 맡았다. 이 영화에 참여한 이들의 참여는 그들을 즉각 유명인사로 만들어주었다. 앱셔와 다른 세 사람은 선전에서 대박을 터뜨렸고, 유토피아적인 북한에 살고 있는 네 사람의 사진이 국외로 유출됐다. 이 남성들은 항상 성공적이고 평온하며 행복해 보였다.

## 같이 보기
- 조지프 T. 화이트
- 트래비스 킹